# 新マチベン 〜オトナの出番〜
『土曜ドラマ・新マチベン 〜オトナの出番〜』（どようどらま・しんまちべん〜おとなのでばん〜）とは、2007年6月30日から同年8月4日まで、毎週土曜日に、NHK総合とBSハイビジョンで全6話放送されていた日本のテレビドラマ。主演は渡哲也。
2006年に同枠で放送された『マチベン』の定義はそのままであるが（「（町）医者のような弁護士」と、「依頼人をひたすら（待ち）続ける弁護士」の、二つの意味を掛けたもの）、今回は、「団塊の世代」を主人公としている。

## 放送時間
- 総合テレビ 21:00-21:58 (JST)
- BSハイビジョン 18:00-18:58 (JST)
  - ※2007年7月7日の第2話のみ、総合テレビでは通常放送されたが、BSハイビジョンでは『ライブアース』の日本会場に当たる幕張メッセと東寺からのライブを生中継したため休止し、翌週の7月14日に、15:00-18:00までの枠で放送された（15時台は第1話を再放送し、16時台には7日に放送できなかった第2話を、17時台には第3話を放送した）。また、同日の総合テレビもプロ野球中継のため21:30から放送した。
  - ※主演の渡が2020年8月10日に78歳で永眠したことを受けて、NHK総合テレビでは、（静岡放送局を除いて）同月30日に編成した『あの日 あのとき あの番組 ～NHKアーカイブス～「渡哲也さんをしのんで」』の中で最終話を再放送[1]。第5話と最終話に高校教師役で出演していた室井滋を、スタジオゲストに迎えた[2]。

## 出演者
- 徳永源太郎（弁護士で元・新聞記者）：渡哲也
- 岡村重勝（弁護士で元・音響技術者）：地井武男
- 堺田春樹（弁護士で元・画廊経営者）：石坂浩二
  - 徳永・岡村・堺田はいずれも、前職を退いてから60代で司法試験に合格。「司法修習所での同期生で、弁護士として第二の人生を送り始めたことを機に、レグラン法律事務所を共同で開設する」という設定が為されていた。ちなみに、事務所名の「レグラン」（Le Grand）はフランス語で、（本作品のテーマである）「大人」という意味を含んでいる。
- ユキ（徳永・岡村・堺田の行きつけのバーに勤めるバーテンダー）：坂下千里子
- ミホ（ユキが勤めるバーのピアニスト）：飯沼千恵子
- 源太郎の妻（故人）：麻生祐未
- 徳永奈央（源太郎の娘）：ともさかりえ（第5話までは声のみの出演）

## スタッフ
- 脚本：井上由美子
- 演出：黛りんたろう
- プロデューサー：城谷厚司・銭谷雅義
- 音楽：住友紀人
- 主題歌：上田正樹「Somewhere Sometime」
- 撮影協力：日本弁護士連合会

## サブタイトル
| 各話                                                     | 放送日        | サブタイトル        | ゲスト                                                            | 視聴率 |
| -------------------------------------------------------- | ------------- | ------------------- | ----------------------------------------------------------------- | ------ |
| 第1話                                                    | 2007年6月30日 | 新米弁護士は60歳    | 黒木瞳、鶴見辰吾、宮下裕治 江良潤、小日向文世、神山繁             | 11.0%  |
| 第2話                                                    | 2007年7月7日  | 美しき復讐者        | 同上                                                              | 9.9%   |
| 第3話                                                    | 2007年7月14日 | 親を捨てられますか? | 高橋由美子、泉澤祐希                                              | 8.5%   |
| 第4話                                                    | 2007年7月21日 | 名前の無い依頼人    | 板尾創路、麿赤兒、絵沢萌子、石田太郎                              | 10.0%  |
| 第5話                                                    | 2007年7月28日 | 爆破メールの真実    | 上田耕一、川野直輝、清水優、津村鷹志 富川一人、平栗あつみ、室井滋 | 10.8%  |
| 第6話 （最終回）                                         | 2007年8月4日  | 無言のメッセージ    | 同上、真実一路                                                    | 7.6%   |
| 平均視聴率9.6%（視聴率は関東地区・ビデオリサーチ社調べ） |               |                     |                                                                   |        |